# Zöld vándorpoloska
A zöld vándorpoloska (Nezara viridula) növényi nedvekkel táplálkozó, a címeres poloskák (Pentatomidae) családjába tartozó kártevő rovar, inváziós faj. Hazánkban 2002-ben figyelték meg először, azóta egész Magyarországon elterjedt és jelentős kárt okoz kertészeti és szántóföldi kultúrákban, de az utcai fákon is megél.

## Eredete, elterjedése
A több mint kétszázötven éve ismert faj a Föld trópusi és szubtrópusi éghajlatú területein elterjedt kártevő. Feltételezések szerint Etiópiából származik, ahonnan a zöldségek és gyümölcsök kereskedelme folytán, illetve az éghatjlatváltozás eredményeképpen terjedt el világszerte.
Magyarországon 2002-ben találtak először példányokat, az utóbbi forró nyarú években pedig már annyira elszaporodott, hogy helyenként jelentős kárt okoz a zöldségfélékben és dísznövényekben. Importált zöldségekkel és gyümölcsökkel kerülhetett hozzánk. Elszaporodásának kedvez egyre melegedő éghajlatunk. Jelenleg nem ismert, hogy lenne természetes ellensége, vész esetén ugyanis bűzmirigyeiből erős szagú, kellemetlen illatanyagokat választ ki, így a rovarevő ragadozók elkerülik.
2005-2006-ban Budatétényben és Budán, 2007 júliusának végén Budapesten a Múzeumkertben jelent meg tömegesen.

## Megjelenése
A kifejlett rovar kb. 1 cm hosszú, pajzsformájú testének színe világoszöld, a tor felső részén 5 pont látható, a két szélső fekete, a közbülsők fehérek. Testét kitinből álló kutikula (külső váz) borítja. Mivel a kutikula nem tágulékony, ezért 7 szakaszból álló fejlődése folyamán rendszeresen vedlik.
Véredényrendszerében a vér és nyirok keverékét (hemolimfa) csőszív keringeti. A légcserét speciális légcső-rendszer végzi, melynek nyílásai a potroh oldalán vannak.
Teste három szelvénycsoportra tagolódik: fej (caput), tor (thorax) és potroh (abdomen).

### Fej
Tapintó és szaglószerve a fején lévő 5-5 ízből álló csápokon található. Látását a fej két oldalán összetett szemek, a fejtetőn pedig 2 pontszem biztosítja.
Szájszerve szúró-szívó típusú, az állkapocsból kinövő hosszú szívókáját, amikor nem használja a hasa alá csapva hordja.

### Tor
A tor 3 szelvényből áll, mindegyiken egy-egy pár ízelt lábbal. Két pár szárnya van, félfedelesszárnyú, ami azt jelenti, hogy a felső szárnyak félig fedik az alsó hártyás szárnyakat. Szárnyai erősek, jól tud repülni.
Futó lábaival gyors mászásra is képes, kapaszkodó ujjainak és jól tapadó talpainak köszönhetően fejjel lefelé is meg tud kapaszkodni a leveleken, növényi szárakon.

### Potroh
A potroh két oldalán nyílnak a légcsövek (stigmák), a potroh végén találhatók a különféle ivarfüggelékek, a nőstényeknél a tojócső.

## Életmódja
Trópusokon, mediterrán éghajlaton évente 4 generációja fejlődik ki. Bár a meleghez szokott, ma már nálunk és tőlünk északabbra is megél, de ezeken a területeken csak két generáció fejlődik, a harmadik valamelyik lárva alakban elpusztul. A kifejlett egyedek mozgásképesek egészen 7 °C-ig, csak 1 fokon dermednek meg.
Ősszel a felnőtt példányok meleg helyet keresnek, elbújnak különböző repedésekben, de lakásokba is berepülnek, így képesek áttelelni.
Jelenlétét a fák alatt megfigyelhető, nagy cseppekben ürülő mézharmat, a leveleken, zöldségeken szúrásainak, emésztőnedveinek nyoma jelzi. A felnőtt példányok ügyesen álcázzák magukat a zöld leveleken, de a különféle színű és mintázatú lárvák könnyen észrevehetőek.
A nőstény valamivel nagyobb a hímnél.

## Szaporodás, fejlődés
A nőstény élete során egyszer vagy kétszer 30-130 darab tojást rak zöldség- vagy gyomnövények, illetve fák leveleinek fonákjára, a fehér vagy sárga színű tojásokat szorosan egymás mellé tapasztja.
Nyáron öt nap múltán, kora tavasszal és ősszel két-három hét múlva kelnek ki a sárga, áttetsző lábú lárvák a hordó alakú tojásokból, azok lapos fedelét kipattintva. Másfél óra alatt kikel az összes lárva és három napig az üres tojások körül együtt maradnak, ez alatt az idő alatt még nem táplálkoznak.
A lárvák ötször vedlenek, a második állapot 5 napig, a többi 7-7 napig tart, az utolsó vedlés, a metamorfózis 1 nap alatt megtörténik.
A különböző stációkban más és más a lárvák színe és mintázata:
1. a tojás fehér vagy sárga
2. vörös szemek, átlátszó lábak és csápok, sárga tor, potroh és fej
3. fekete lábak, fekete fej, a has vörös, fekete tor és potroh, hátán fehér és piros pöttyök, oldalán sárga foltok
4. fekete, pajzsán piros foltok, potrohon keresztben fehér pöttyök, függőlegesen két sor sárga pötty, oldalán piros foltok
5. a hasa sárga, a fej és a tor kezd zöldülni
6. pajzsán és oldalán a piros foltok és a potroh mintázata még megvannak, a tor zöld fekete pontokkal
7. a kifejlett állat már egyszínű, világoszöld.

Teljes élettartama 65-70 nap. A tél közeledtével a felnőtt egyedek menedéket keresnek különböző repedésekben, ha túlélik a hideget, március-áprilisban előbújnak, táplálkozni kezdenek és új nemzedéket hoznak létre.

## Táplálkozás
Növények nedvével táplálkozik, elsősorban a zöldségeket kedveli, de gyomnövényekre és kőris-, hárs-, szivarfákra is rátelepszik.
Szúró-szívó szájszervével megszúrja a növény levelét, szárát vagy gyümölcsét és belefecskendezi emésztőnedvét, majd később visszatér és a folyóssá vált tartalmat kiszívja.

## Károkozás
Zöldségnövényekben tetemes kárt tud okozni, a megtámadott növény a szúrások nyomán megbarnul, majd megrohad, végül elszárad.
Különösen nagy kárt tesz a paradicsomban, uborkában, zöldbabban, de megtámadja a szőlőt, az epret, szedret is.
Nemcsak szúrásaival okoz kárt, de bűzmirigyeinek és emésztőnedvének váladékával, valamint ürülékével beszennyezi, így élvezhetetlenné teszi a zöldségeket.

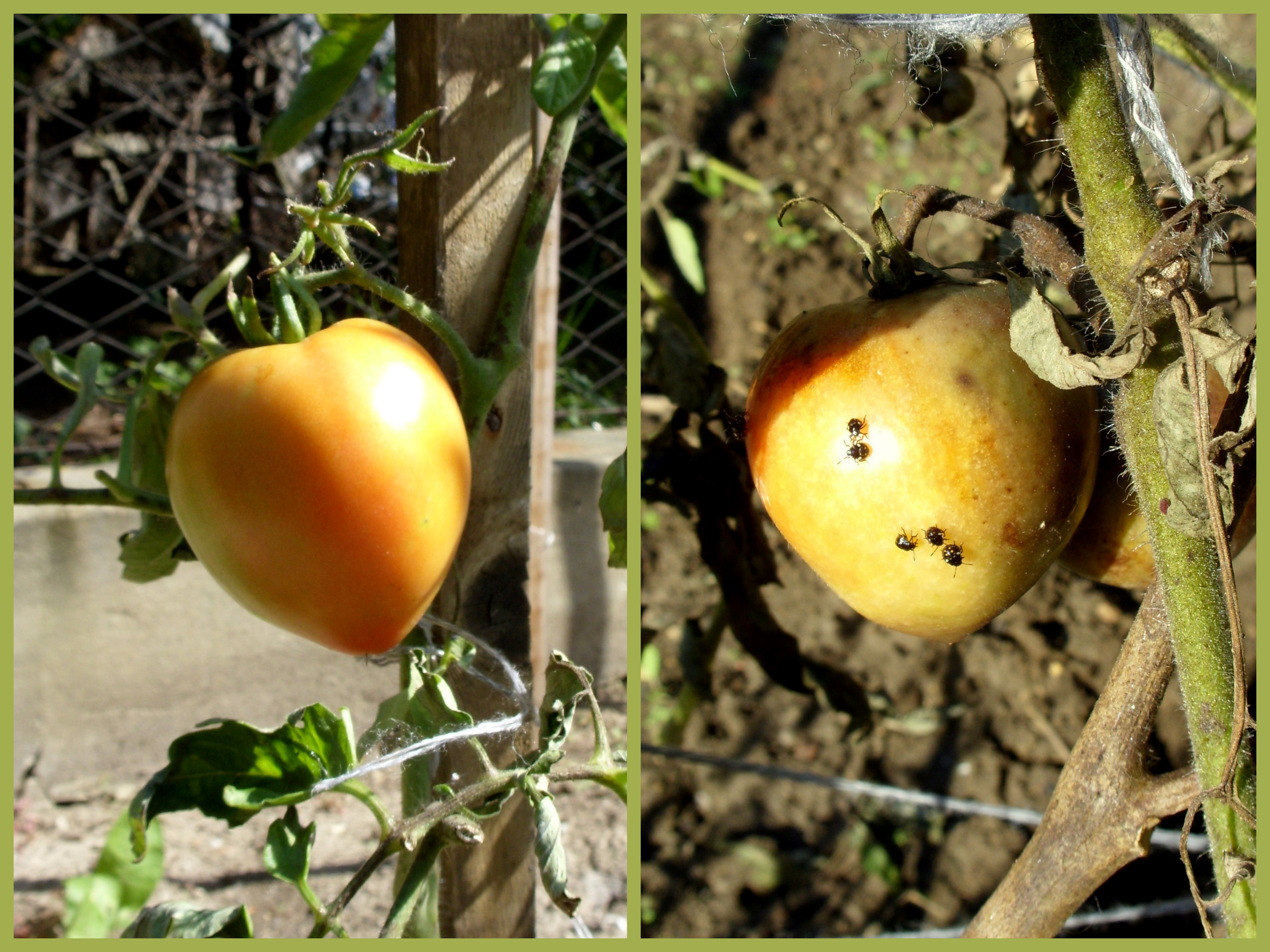
Nezara viridula paradicsomon
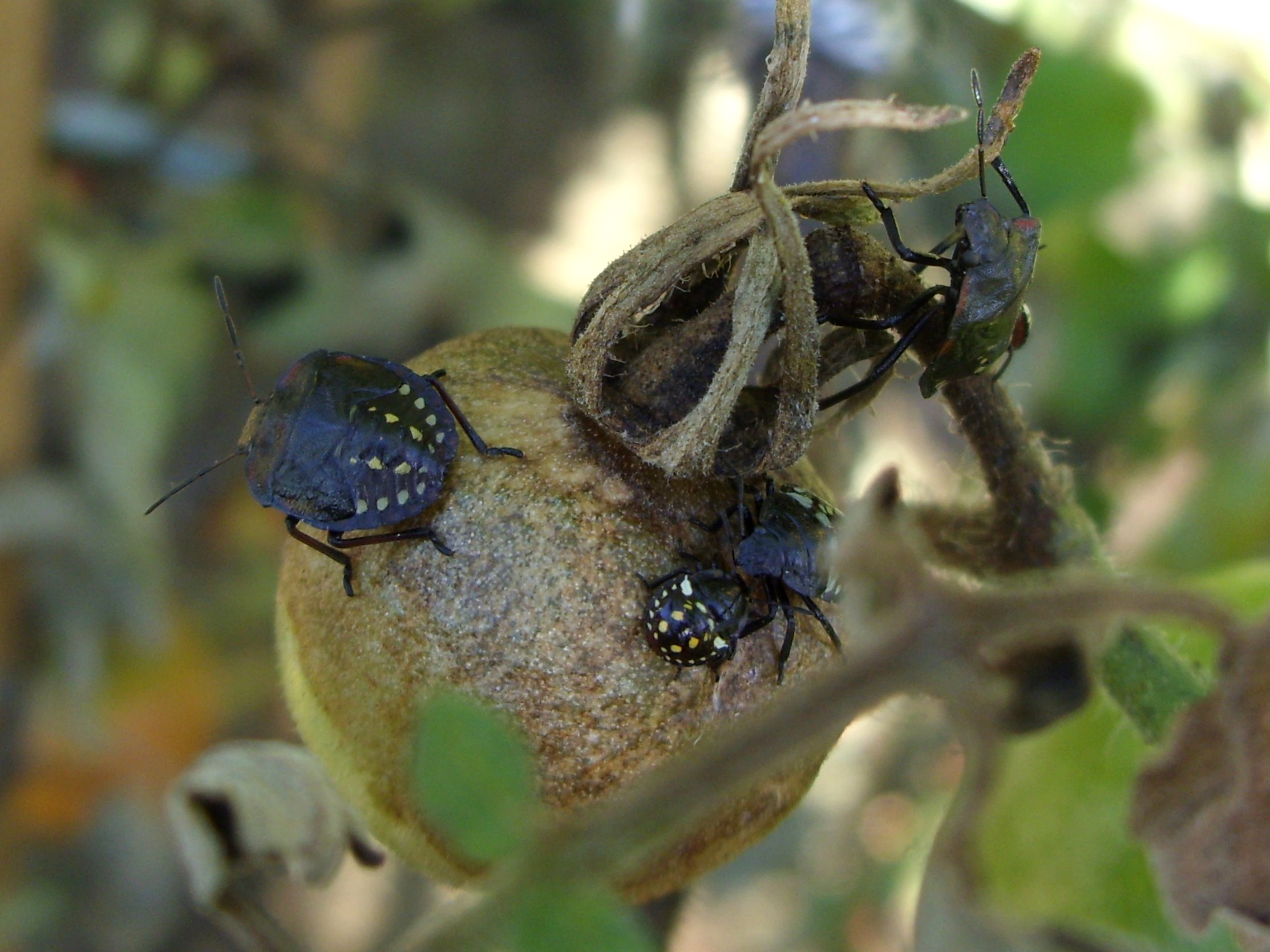
Nezara viridula lárvák paradicsomon
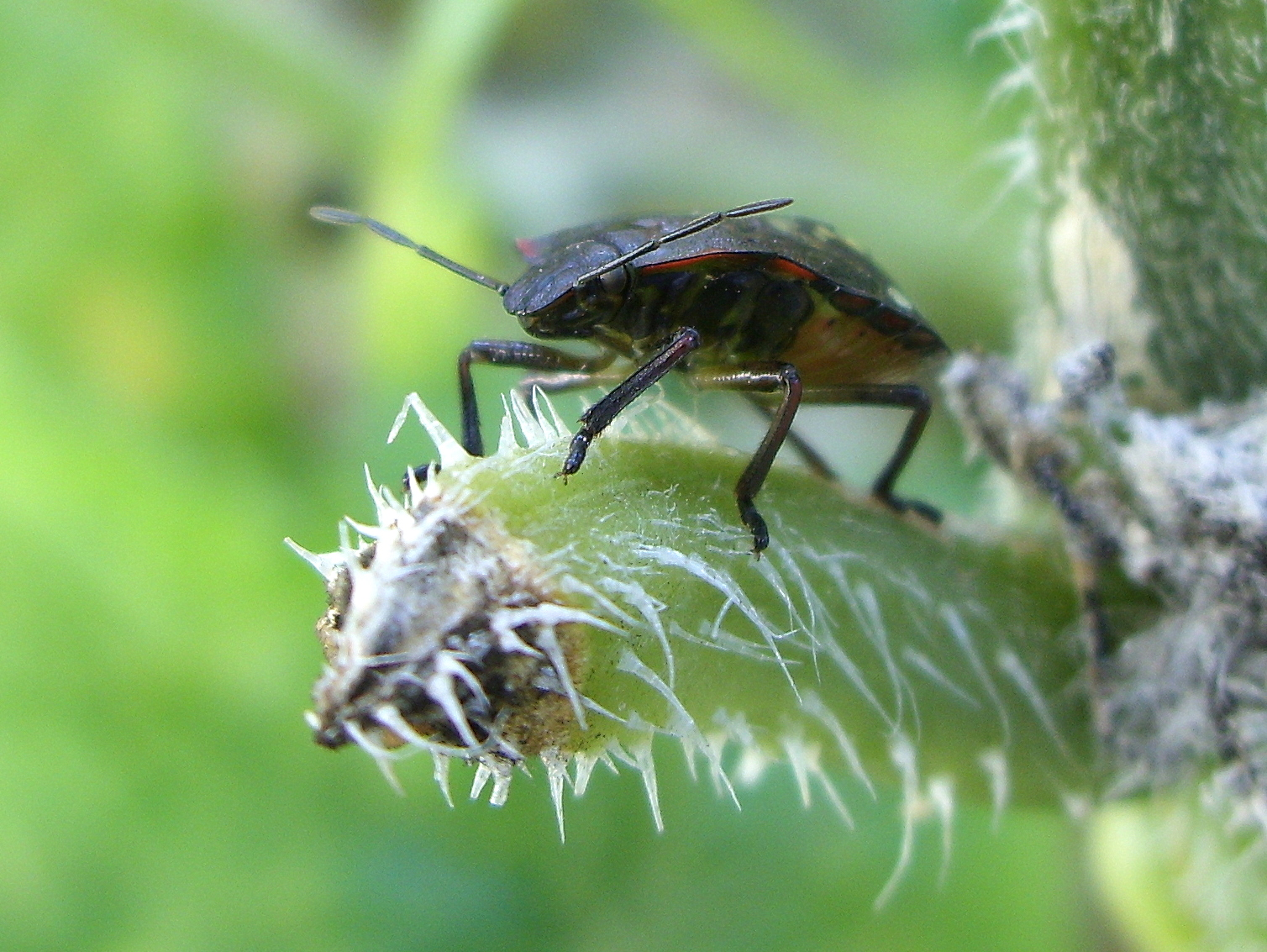
Nezara viridula uborka friss hajtásán
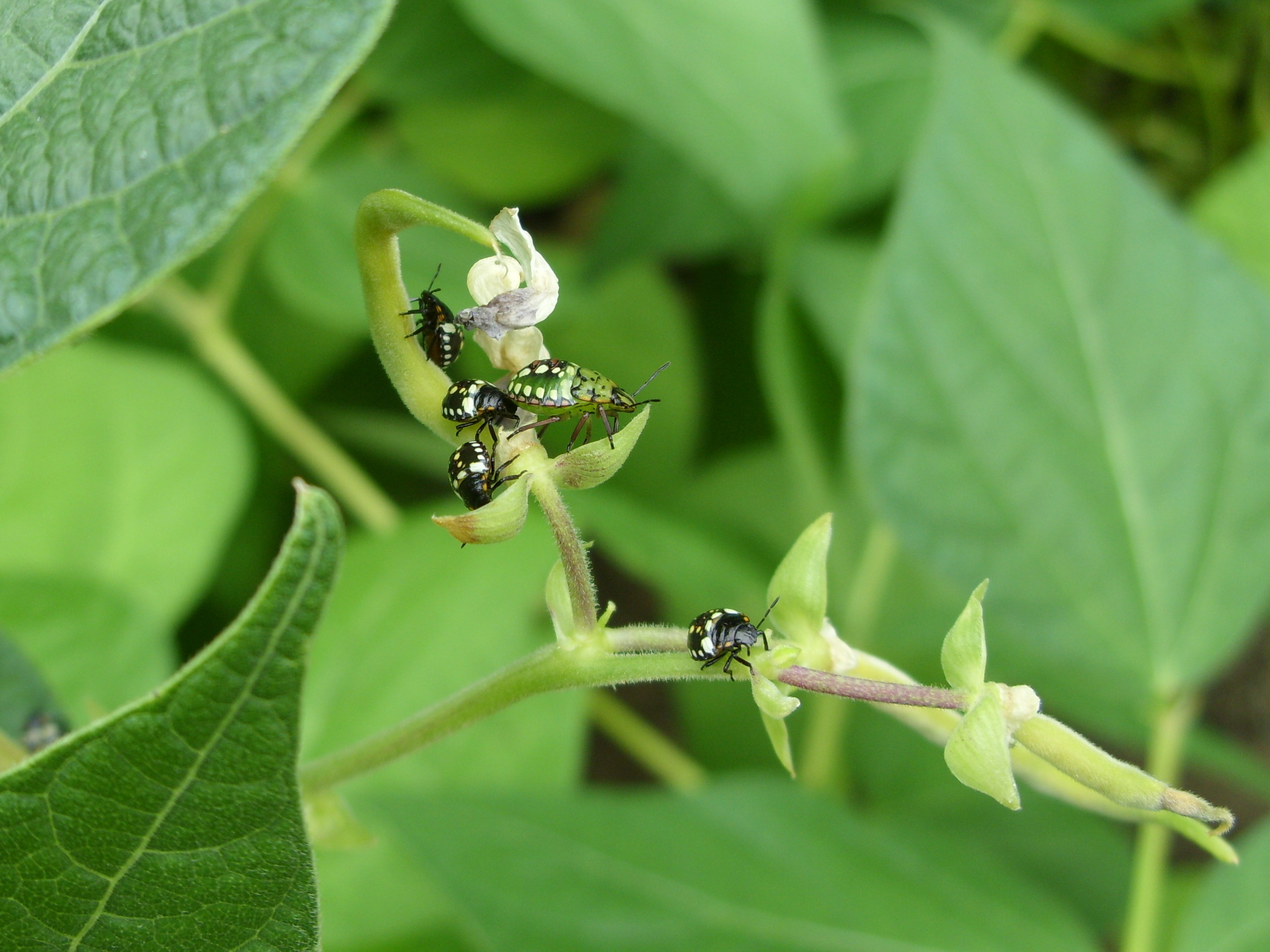
Nezara viridula lárvák zöldbabon
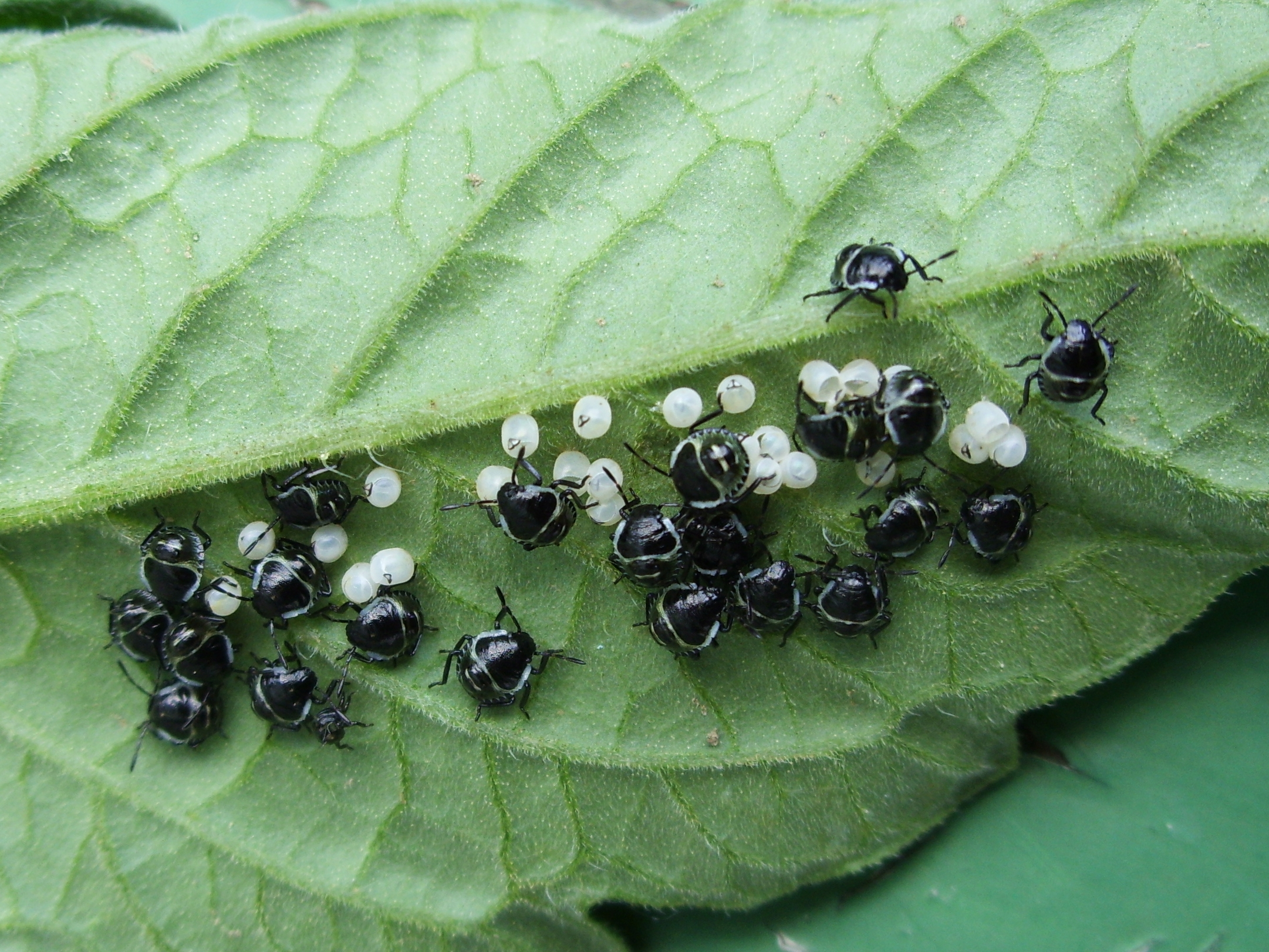
Nezara viridula lárvák paradicsomlevél fonákján
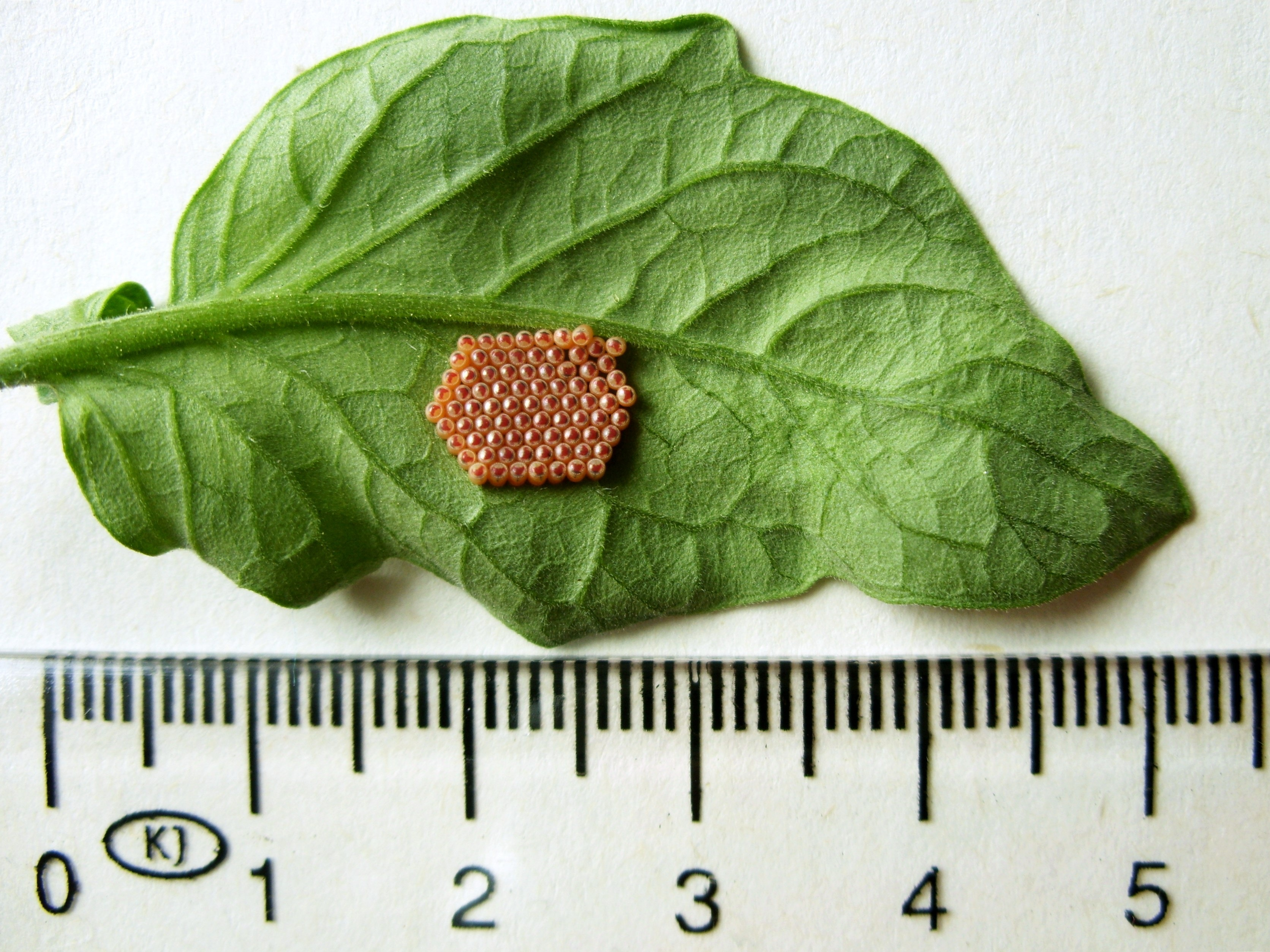
Nezara viridula tojások paradicsomlevél fonákján

## Természetes ellenségek
Feltételezhető természetes ellenségei :
- Imádkozó sáskák
- Pókok
- Szamurájdarázs (Trissolcus japonicus) [7]
- Kaméleonfélék

Ausztráliában, Kaliforniában és Hawaii-on a Nezeara viridula parazitáival próbálják a túlzott elszaporodását megakadályozni: 
Kettő fürkészlégy-faj (Tachinidae): a T. pennipes, és a T. pilipes, illetve két fürkészdarázs-faj (Trissolcus). A Trissolcus basalis a poloska testére rakja petéit, a kikelő lárvák belőle táplálkoznak.

## Védekezés
Biológiai védekezés:
A természetes ellenségei mellett egyes elképzelések szerint csapdanövényekkel lehetne gátat vetni túlzott elterjedésének az ültetvényeken. Csapdának nyáron hüvelyeseket, kora tavasszal és ősszel keresztesvirágúakat kell vetni és a rajtuk megjelenő rovarokat kellene permetezéssel elpusztítani, még mielőtt a fő termény kikel.
Vegyszeres védekezés:
A mászórovarok (csótány, ágyi poloska) ellen alkalmazott szerek alkalmasak a poloskák ellen is.
Hazánkban a poloskák ellen ható Decis rovarölő szer (permetezés 2 alkalommal) ajánlott.

## Egyebek
Nagyon hasonló a zöld büdösbogárhoz (green stink bug - Nezara hilaris), amelytől a hasán lévő bűzmirigyek formája alapján lehet megkülönböztetni. A N. viridula bűzmirigyei rövidebbek és egyenesek, míg a N. hilaris bűzmirigyei hosszúkás és felfelé hajlók. A N. hilaris nagyobb termetű és az északibb területeken is megtalálható.
A kifejlett példány könnyen összetéveszthető a zöld bogyómászó-poloskával is (Palomena prasina). Míg utóbbinak az alsó szárnyai barnák, ősszel pedig az egész rovar sötétbronz színűre változik, addig a vándorpoloska alsó szárnyai színtelenül áttetszőek és egész teste egyszínű zöld, de a pajzsán egy sorban 3-5 apró fehér pont látható a két szélső, fekete pont között.